# George Armstrong (medico)
George Armstrong (Londra, XVIII secolo – ...) è stato un medico britannico.
La sua più importante opera, nonché probabilmente l'unica, fu il Trattato sulle più fatali malattie dei bambini (1767), tra i primi trattati di pediatria.